# Rodrigo Moledo
Rodrigo Modesto da Silva Moledo (* 27. Oktober 1987 in Rio de Janeiro), genannt Rodrigo Moledo, ist ein brasilianischer Fußballspieler, der seit Januar 2018 bei SC Internacional unter Vertrag steht.

## Karriere

### Verein
Rodrigo Moledo begann seine Fußballkarriere in Brasilien und wechselte mit 21 Jahren im Juni 2009 auf Leihbasis mit Kaufoption von União EC zum polnischen Erstligisten Odra Wodzisław. Für die bestritt er im September 2009 alle seine drei Ligaspiele und kehrte bereits im Herbst 2009 zurück nach Brasilien zu seinem vorherigen Verein, aufgrund Problemen mit seinem Visums kündigte Odra Wodzisław vorzeitig den Vertrag mit dem 22-jährigen Brasilianer.
Rodrigo Moledo wechselte Anfang 2011 zum amtierenden Copa-Libertadores-Sieger Internacional Porto Alegre und feierte sein Spieldebüt am 16. Januar 2011 in der Staatsmeisterschaft von Rio Grande do Sul. Mit denen gewann der Abwehrspieler regelmäßig die Staatsmeisterschaft von Rio Grande do Sul unter anderem wurde er im Mai 2013 zu den elf besten Spielern dieser Staatsmeisterschaft der Spielzeit 2013 ernannt. Rodrigo Moledo absolvierte insgesamt für Inter 91 Spiele und schoss fünf Tore.
Im Juni 2013 verließ der Brasilianer als Schlüsselspieler den Sport Club Internacional in Richtung Ukraine für die kolportierte Ablösesumme in Höhe von fünf Millionen Euro zum Erstligisten Metalist Charkiw. Der 25-jährige Abwehrspieler unterschrieb am 19. Juni 2013 bei Metalist einen Fünfjahresvertrag. Im Juli 2015 wechselte Rodrigo Moledo auf Leihbasis zurück zu seinem vorherigen Verein SC Internacional bis zum Ende der Spielzeit 2015 der brasilianischen ersten Liga.

### Nationalmannschaft
Der 25-jährige Rodrigo Moledo wurde erstmals im April 2013 vom Nationaltrainer Luiz Felipe Scolari der brasilianischen Nationalmannschaft für ein Freundschaftsspiel gegen Chile in die Auswahl berufen, wo er nicht zum Einsatz kam.

## Erfolge
União Esporte Clube (2009–2010)
- Gewinn der Staatsmeisterschaft von Mato Grosso: 2010

SC Internacional (2011–2013)
- Gewinn der Staatsmeisterschaft von Rio Grande do Sul: 2011, 2012, 2013[5]
- Gewinn der Recopa Sudamericana: 2011[5] (ohne Einsatz)[14]
- Gewinn des Taça Piratini: 2013[15]
- Gewählt in das Team der Staatsmeisterschaft von Rio Grande do Sul: 2013[7]

 Metalist Charkiw
- United Supercup: Zweiter 2014[16]